# Saprinus rugifer
Saprinus rugifer är en skalbaggsart som först beskrevs av Gustaf von Paykull 1809.  Saprinus rugifer ingår i släktet Saprinus och familjen stumpbaggar. Enligt den finländska rödlistan är arten sårbar i Finland. Enligt den svenska rödlistan är arten starkt hotad i Sverige. Arten förekommer i Götaland. Arten har tidigare förekommit i Svealand men är numera lokalt utdöd. Artens livsmiljö är moskogar. Inga underarter finns listade i Catalogue of Life.